# 1550 Tito
1550 Tito (privremena oznaka 1937 WD), asteroid glavnog pojasa. Otkrio ga je Milorad B. Protić 29. studenog 1937. u Beogradu. Imenovan je po predsjedniku SFRJ Josipu Brozu Titu. 